# Suchomimus tenerensis
Suchomimus tenerensis ("imitador de cocodrilo de Teneré") es la única especie conocida del género extinto Suchomimus de dinosaurio terópodo espinosáurido, que vivió a mediados del período Cretácico, hace aproximadamente 125 a 112 millones de años, en el Aptiense, en lo que hoy es África. Fue nombrado y descrito por el paleontólogo Paul Sereno y colegas en 1998, basándose en un esqueleto parcial de la Formación Elrhaz. El cráneo alargado y poco profundo de Suchomimus, similar al de un cocodrilo, le otorga su nombre genérico, mientras que el nombre específico S. tenerensis alude a la localidad donde fueron encontrados sus primeros restos, el desierto de Teneré.

## Descripción

Comparación de varios espinosáuridos incluyendo a Suchomimus en rojo, con un humano

La longitud del espécimen tipo de Suchomimus, un subadulto, se estimó inicialmente entre 10,3 a 11 metros, con un peso estimado de entre 2,7 y 5,2 toneladas. Gregory S. Paul, sin embargo, dio estimaciones más bajas de 9,5 metros y 2,5 toneladas en 2010. Teniendo en cuenta que una mayor circunferencia femoral indica una mayor capacidad para soportar mayores cargas locomotoras y no mayor masa corporal, un estudio de 2020 moderó la masa corporal del holotipo en 3,26 toneladas en función de la circunferencia femoral. El holotipo de Suchomimus es considerablemente más grande que el de Baryonyx, pero se desconocen las edades de los dos individuos. La impresión general que plantean los investigadores es la de una criatura de gran porte, que se alimentaba usualmente de peces, y que hace más de 100 millones de años deambulaba por el Sáhara cuando este era un vergel pantanoso.

### Cráneo

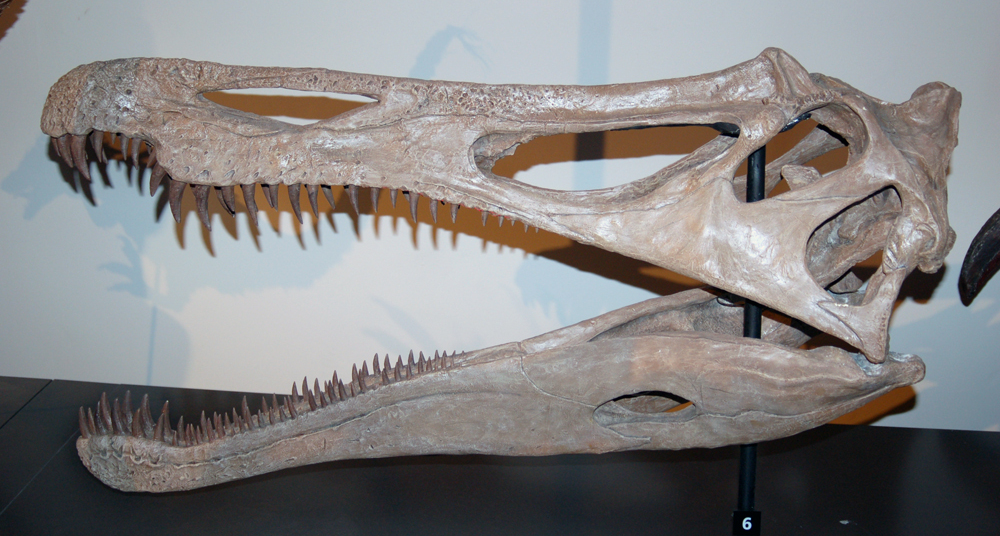
Cráneo de un Suchomimus.

A diferencia de otros terópodos gigantes tenía un hocico muy largo y bajo, y quijadas estrechas formadas por una expansión hacia adelante de los premaxilares, huesos frontales del hocico y la rama trasera de los maxilares, hueso principal de la mandíbula superior. Los premaxilares tenían una rama hacia arriba excluyendo los maxilares de las narinas externas, fosas nasales óseas. Las mandíbulas estaban tachonadas con unos 120 dientes no muy agudos y curvados levemente hacia atrás, con finas estrías y esmalte rugoso. La extremidad del hocico era abultada y llevaba un rosetón de dientes más largos que el resto, siete por lado en los premaxilares y aproximadamente el mismo número en la parte correspondiente de la mandíbula inferior. Más atrás, había al menos 22 dientes por lado de la mandíbula superior en el maxilar superior, mientras que todo el lado de la mandíbula inferior llevaba 32 dientes en el hueso dentario. El animal es reminiscente de los cocodrilos actuales que comen principalmente pescados, tales como el actual gavial, un tipo de crocodiliano grande y estilizado con un hocico muy largo y delgado, de la India.
La mandíbula superior tenía una torcedura prominente justo detrás de la roseta, que sobresalía hacia abajo. Esta parte curvada convexa del maxilar tenía los dientes más largos de todo el cráneo. Los estantes óseos internos de los maxilares se encuentran en la línea media del cráneo a lo largo de una gran distancia, formando un paladar secundario cerrado que endurece el hocico y separa las fosas nasales internas y el complejo palatino, incluidos el pterigoideo , palatino y ectopterigoideo, hacia la parte posterior del cráneo.

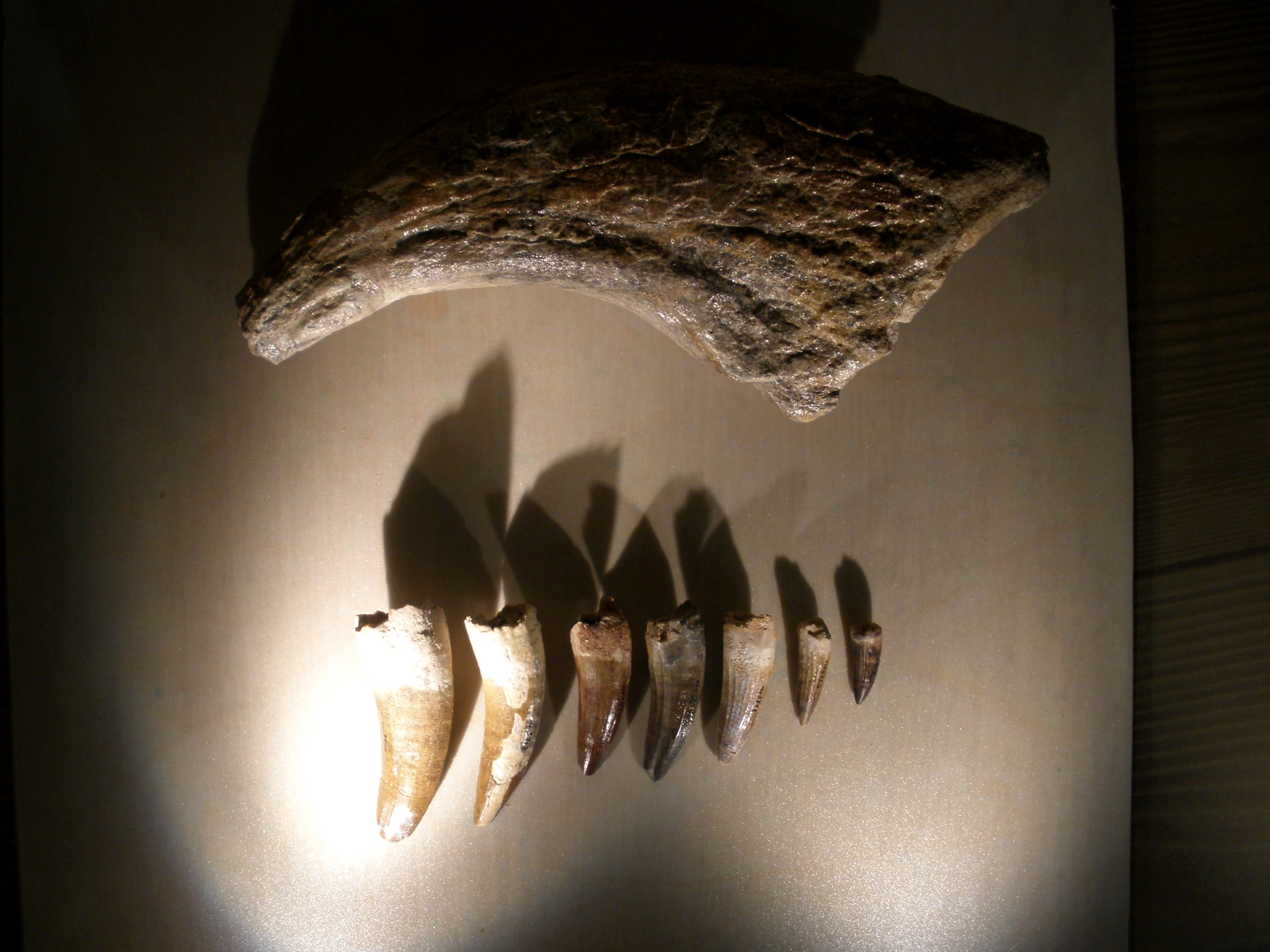
Garra y dientes de Suchomimus.

Las fosas nasales, a diferencia de la mayoría de los terópodos, estaban retraídas más atrás en el cráneo y detrás de los dientes premaxilares. Las narinas externas eran largas, estrechas y colocadas horizontalmente; lo mismo ocurría con las fenestras anteorbitales más grandes, un par de aberturas óseas delante de los ojos. La parte posterior del cráneo es poco conocida, excepto por un hueso cuadrado corto, que tenía cóndilos anchos, protuberancias redondas alejados del centro de unión y, como en el espinosáurido Baryonyx, tenía una gran fenestra, abertura, que lo separaba del hueso cuadratoyugal. Las mandíbulas inferiores eran muy alargadas y estrechas, formando una estructura rígida cuando sus dentarios se tocaban entre sí en la línea media, reforzando la mandíbula contra las fuerzas de torsión.

### Esqueleto postcraneal
El cuello era relativamente corto pero bien musculoso, como lo demuestran las fuertes epífisis, procesos a los que se unen los músculos del cuello. Había alrededor de 16 vértebras dorsales. Suchomimus tenía espinas neurales significativamente extendidas, extensiones hacia arriba en forma de cuchilla en las vértebras, que se alargaron en la parte posterior de la espalda. Las de las cinco vértebras sacras eran las más largas. La elongación de estas estructuras continuó hasta la mitad de la cola. Las espinas pueden haber sostenido una especie de cresta baja o vela de piel que estaba más alta sobre sus caderas, más baja y extendiéndose más hacia la espalda que la de Spinosaurus, en la que la vela alcanzaba su punto más alto sobre las vértebras dorsales. Esta condición fue más reducida en Baryonyx.
La fúrcula tenía forma de V e indica un tronco alto y estrecho. La escápula tenía un acromion, o sitio de unión para la clavícula, rectangular. El húmero, hueso de la parte superior del brazo, tenía una construcción muy fuerte, solo igualado en tamaño entre los terópodos no espinosáuridos por el de Megalosaurus y Torvosaurus, con esquinas superiores robustas. El húmero tenía una protuberancia, sobrecrecimiento óseo, por encima del cóndilo que contactaba con su radio, hueso del antebrazo, en forma de gancho. En consecuencia, el cúbito de la parte inferior del brazo estaba bien desarrollado con un enorme olécranon, un rasgo excepcional compartido con Baryonyx. La musculatura del brazo impulsaba garras de mano de tamaño considerables, siendo la del primer dedo la más grande con una longitud de 19 centímetros. Solo se conoce el tercer metacarpiano, mostrando una morfología robusta. En la pelvis, el ilion, estaba alto. El pubis tenía una superficie frontal que era más ancha que la superficie lateral y su extremo inferior que miraba hacia adelante siendo aplanado y rectangular, con un breve reborde a lo largo de la línea media, en contraste con la forma de bota expandida que tenía en otros terópodos. Por último, el isquion tenía un reborde obturador bajo. El fémur, el hueso del muslo, era recto y robusto, con una longitud de 107 centímetros en el holotipo. Su trocánter menor tiene una marcada forma de placa. En el tobillo, el astrálago tenía un proceso ascendente más alto que el de Allosaurus.

## Descubrimiento e investigación
En 1997, después de encontrar nuevos especímenes de Carcharodontosaurus y Sarcosuchus, el paleontólogo estadounidense Paul Sereno y su equipo en Gadoufaoua descubrieron fósiles que representaban aproximadamente dos tercios de un gran esqueleto de dinosaurio terópodo en Níger. El primer hallazgo, una uña de pulgar gigante, fue realizado el 4 de diciembre de 1997 por David Varricchio. En 1998, Sereno, Allison Beck, Didier Dutheil, Boubacar Gado, Hans Larsson, Gabrielle Lyon, Jonathan Marcot, Oliver Rauhut, Rudyard Sadleir, Christian Sidor , David Varricchio, Gregory Wilson y Jeffrey Wilson nombraron y describieron la especie tipo Suchomimus tenerensis. El nombre genérico Suchomimus, "imitador de cocodrilo", se deriva del Griego antiguo σοῦχος, souchos, el nombre griego del dios cocodrilo egipcio Sobek , y μῖμος, mimos , "imitar", por la forma de la cabeza del animal. El nombre específico tenerensis se debe al desierto de Ténéré donde se encontró el animal.

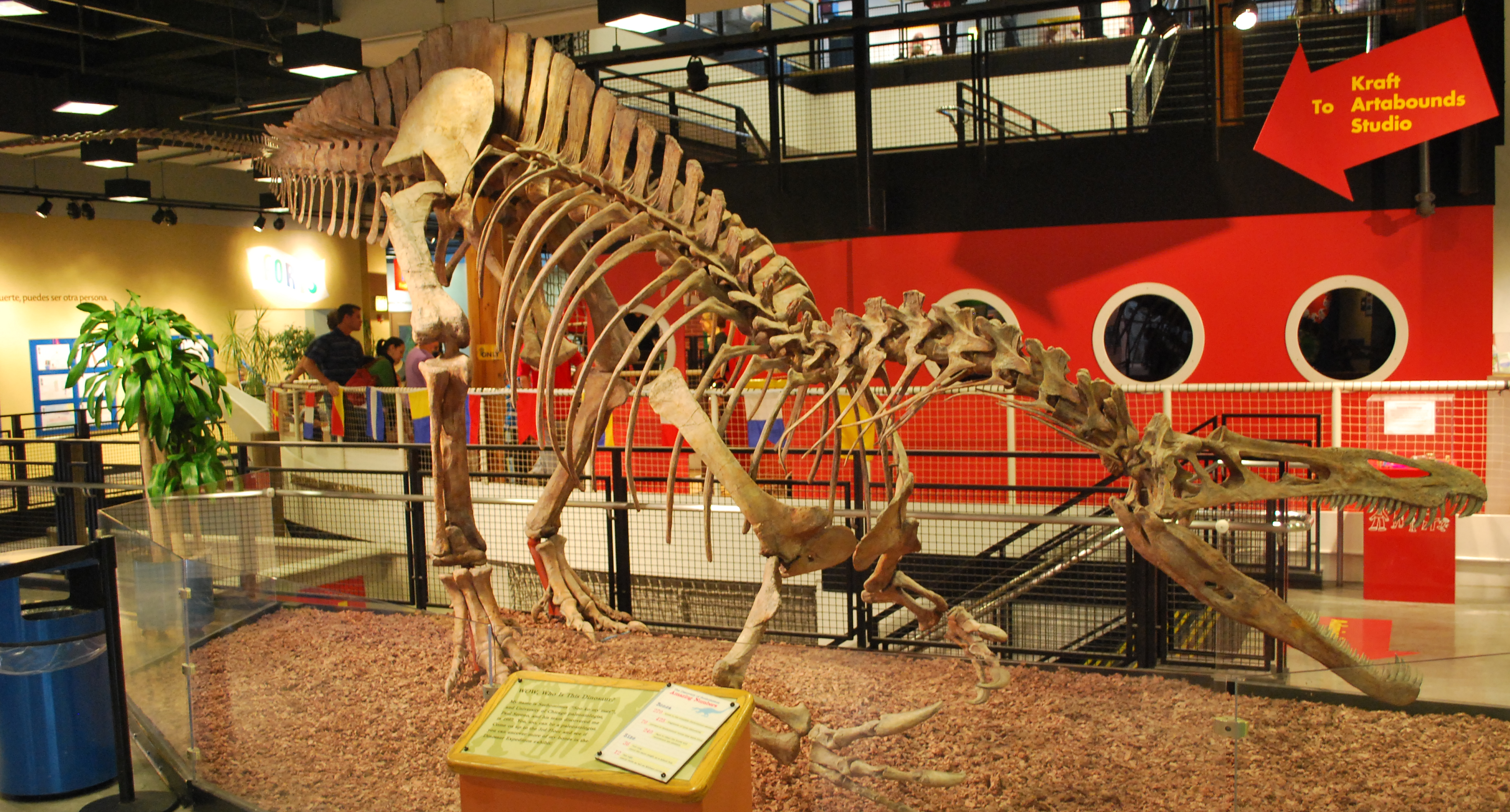
Reconstrucción de un esqueleto de Suchomimus tenerensis.

El holotipo, MNN GDF500, se encontró en los Lechos Tegama de la Formación Elrhaz. Consiste en un esqueleto parcial que carece del cráneo. Contiene tres costillas del cuello, partes de catorce vértebras dorsales, diez costillas dorsales, gastralias o "costillas del vientre", piezas de tres vértebras sacrales, partes de doce vértebras caudales, cheurones, huesos que forman la parte inferior de la cola, una escápula, un coracoides, una extremidad anterior parcial, la mayor parte de la pelvis, el hueso de la cadera y partes de una pata trasera. La columna vertebral estaba en gran parte articulada, el resto consistía en huesos desarticulados. Partes del esqueleto habían quedado expuestas en la superficie del desierto y habían sufrido daños por erosión. Además, se han asignado varios especímenes como paratipos, MNN GDF 501 a MNN GDF 508 que incluyen un hocico, un cuadrado desde la parte posterior del cráneo, tres dentarios, huesos dentados de la mandíbula inferior, un axis, segunda vértebra del cuello, un vértebra cervical posterior y una vértebra dorsal posterior. MNN GDF 510 a MNN GDF 511 comprenden dos vértebras caudales. Todo los fósiles del Suchomimus original se encuentran en la colección paleontológica del Musée National du Niger. La descripción inicial de Suchomimus era preliminar. En 2007, se describió en detalle la fúrcula, encontrada durante una expedición en 2000.
S. tenerensis es potencialmente un sinónimo más moderno de otro espinosáurido de la Formación Elrhaz, Cristatusaurus lapparenti, nombrado el mismo año con base en fragmentos de mandíbula y vértebras. Los elementos del cráneo fueron considerados indistinguibles de los de Baryonyx walkeri del Barremiense de Inglaterra por los paleontólogos británicos Alan Charig y Angela Milner En 1997 mientras describía S. tenerensis, Sereno y sus colegas estuvieron de acuerdo con esta evaluación y concluyeron que Cristatusaurus era un nombre dudoso. En 2002, el paleontólogo alemán Hans-Dieter Sues y sus colegas concluyeron que Suchomimus era idéntico a Cristatusaurus lapparenti y, a pesar de que Cristatusaurus había sido nombrado algo antes que Suchomimus, propusieron que representaran una segunda especie de Baryonyx llamada Baryonyx tenerensis. En un análisis de 2003, el paleontólogo alemán Oliver Rauhut estuvo de acuerdo con esto. En 2021 Barker et. al. agruparon a Suchomimus en una nueva tribu llamada Ceratosuchopsini, junto a los recién descritos Ceratosuchops inferodios y Riparovenator milnerae, separado a su vez de Baryonyx walkeri, por lo que lo consideran un género separado, aunque no nombran a Cristatusaurus.

## Clasificación
Los descriptores establecieron algunas autapomorfias, rasgos únicos derivados, de Suchomimus para separarlo de otros terópodos, incluidas las espinas neurales dorsales traseras, sacras y caudales delanteras expandidas, las esquinas superiores robustas del húmero y la protuberancia sobre el cóndilo del húmero que contactó con su radio en forma de gancho. Sereno y sus colegas refirieron a Suchomimus a Spinosauridae y nombraron dos subfamilias dentro de este clado, Baryonychinae, todos los espinosáuridos más estrechamente relacionados con Baryonyx  y Spinosaurinae, todos los espinosáuridos más cercanos a Spinosaurus. Suchomimus era un miembro de la subfamilia Baryonychinae. Aparte de su vela aparentemente más alta, Suchomimus era muy similar al espinosáurido Baryonyx del Barremiense de Inglaterra, y compartía rasgos con él, como el tamaño reducido y una mayor cantidad de dientes detrás de la punta del hocico en la mandíbula que los espinosáuridos, extremidades anteriores fuertes, un enorme garra en forma de hoz en su "pulgar", y vértebras dorsales delanteras fuertemente quilladas. Los espinosáuridos se caracterizan por dientes rectos, no aserrados y más espaciados, y por el pequeño tamaño de sus primeros dientes premaxilares. Sereno y sus colegas señalaron que las fosas nasales más retraídas en Irritator y la vela alta de Spinosaurus también podrían ser rasgos únicos de los espinosáuridos, aunque se necesita material de otros taxones para estar seguros. Al igual que con Suchomimus, la garra de Baryonyx había sido el primer fósil descubierto del animal. Sereno y sus colegas en 1998 analizaron la distribución de cuarenta y cinco rasgos para producir un cladograma que mostró que Suchomimus y Baryonyx eran distintos pero estrechamente relacionados. Más tarde, Barker y sus colegas, en 2021, crearon una nueva tribu dentro de Baryonychinae llamada Ceratosuchopsini, un clado que incluye a Ceratosuchops, Riparovenator y Suchomimus.

### Filogenia

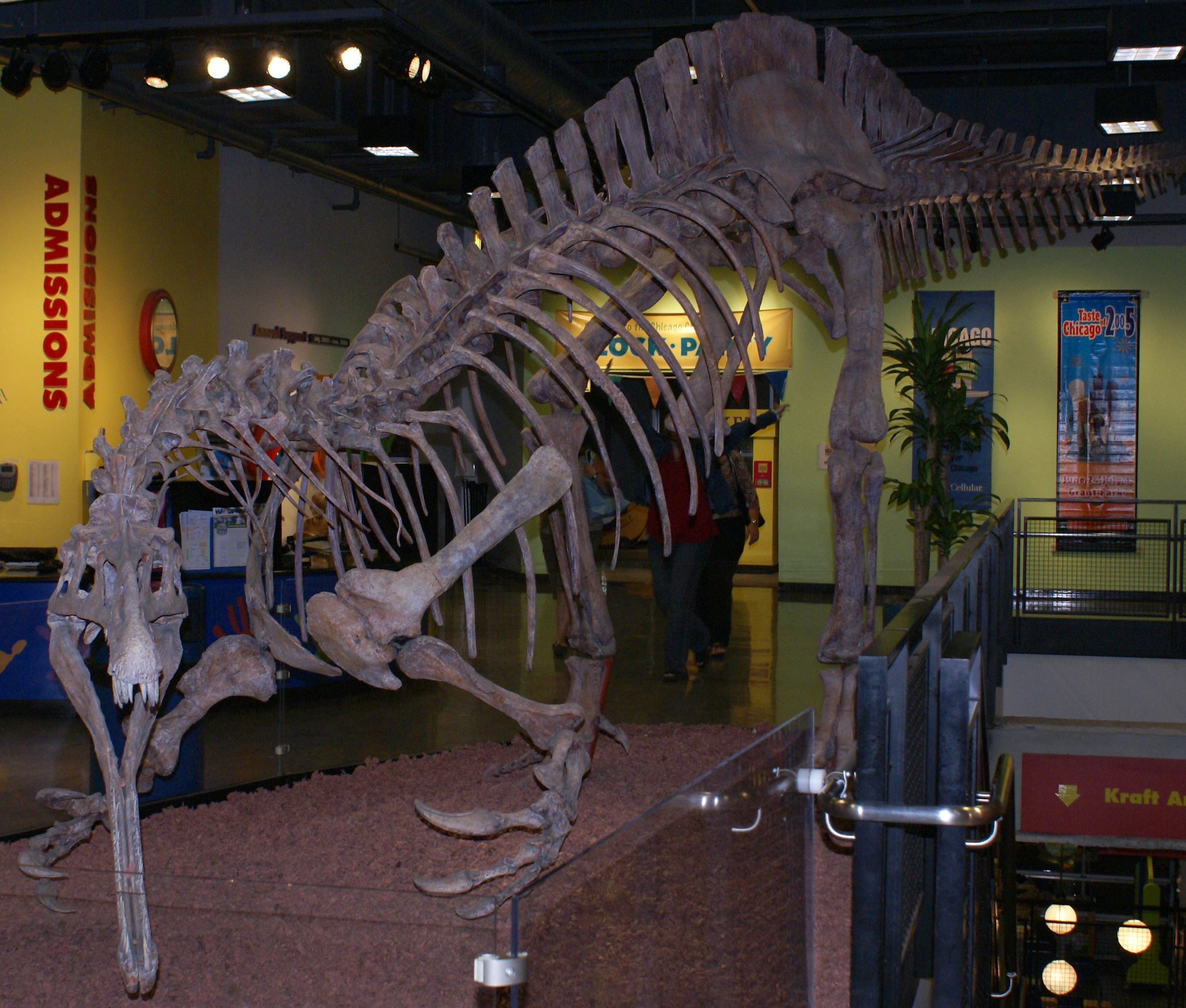
Esqueleto montado en Chicago de Suchomimus.

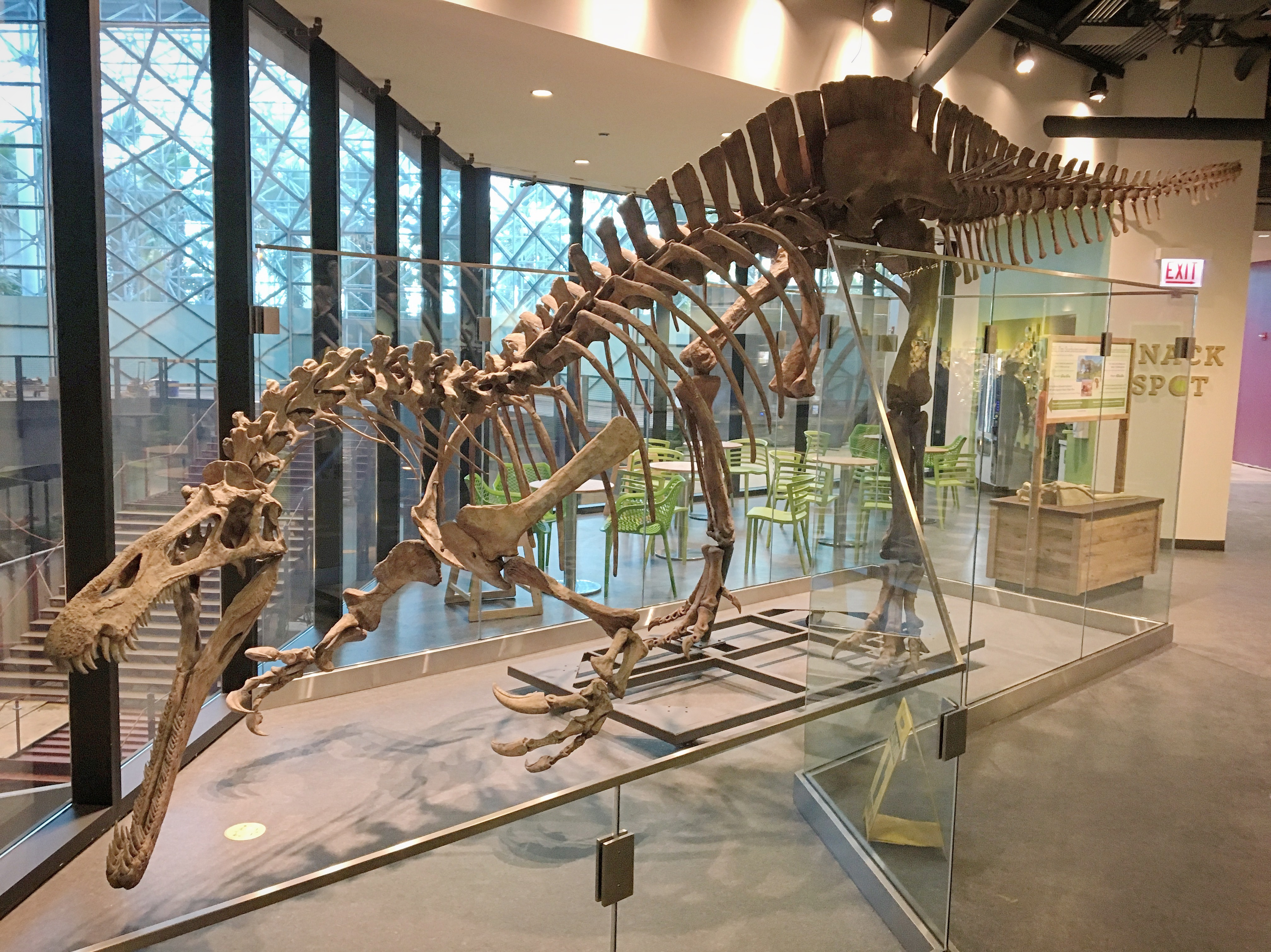
Esqueleto de Suchomimus montado en el Museo de los Niños de Chicago. Esta es la exhibición actualizada para la renovación de 2018.

Cladograma según Barker et. al..

|  | Ichthyovenator   |
|  |                  |
|  | Sigilmassasaurus |
|  |                  |
|  | Irritator ?      |
|  |                  |

|  | Spinosaurus |
|  |             |
|  | Irritator ? |
|  |             |

|  | Ichthyovenator   |
|  |                  |
|  | Sigilmassasaurus |
|  |                  |
|  | Irritator ?      |
|  |                  |

|  | Spinosaurus |
|  |             |
|  | Irritator ? |
|  |             |

|  | Ichthyovenator   |
|  |                  |
|  | Sigilmassasaurus |
|  |                  |
|  | Irritator ?      |
|  |                  |

|  | Spinosaurus |
|  |             |
|  | Irritator ? |
|  |             |

|  | Ichthyovenator   |
|  |                  |
|  | Sigilmassasaurus |
|  |                  |
|  | Irritator ?      |
|  |                  |

|  | Spinosaurus |
|  |             |
|  | Irritator ? |
|  |             |

|  | Suchomimus                                                      |
|  |                                                                 |
|  | \| \| Ceratosuchops \| \| \| \| \| \| Riparovenator \| \| \| \| |
|  |                                                                 |
|  | Ceratosuchops                                                   |
|  |                                                                 |
|  | Riparovenator                                                   |
|  |                                                                 |

|  | Ceratosuchops |
|  |               |
|  | Riparovenator |
|  |               |

|  | Suchomimus                                                      |
|  |                                                                 |
|  | \| \| Ceratosuchops \| \| \| \| \| \| Riparovenator \| \| \| \| |
|  |                                                                 |
|  | Ceratosuchops                                                   |
|  |                                                                 |
|  | Riparovenator                                                   |
|  |                                                                 |

|  | Ceratosuchops |
|  |               |
|  | Riparovenator |
|  |               |

|  | Suchomimus                                                      |
|  |                                                                 |
|  | \| \| Ceratosuchops \| \| \| \| \| \| Riparovenator \| \| \| \| |
|  |                                                                 |
|  | Ceratosuchops                                                   |
|  |                                                                 |
|  | Riparovenator                                                   |
|  |                                                                 |

|  | Ceratosuchops |
|  |               |
|  | Riparovenator |
|  |               |

|  | Suchomimus                                                      |
|  |                                                                 |
|  | \| \| Ceratosuchops \| \| \| \| \| \| Riparovenator \| \| \| \| |
|  |                                                                 |
|  | Ceratosuchops                                                   |
|  |                                                                 |
|  | Riparovenator                                                   |
|  |                                                                 |

|  | Ceratosuchops |
|  |               |
|  | Riparovenator |
|  |               |

|  | Suchomimus                                                      |
|  |                                                                 |
|  | \| \| Ceratosuchops \| \| \| \| \| \| Riparovenator \| \| \| \| |
|  |                                                                 |
|  | Ceratosuchops                                                   |
|  |                                                                 |
|  | Riparovenator                                                   |
|  |                                                                 |

|  | Ceratosuchops |
|  |               |
|  | Riparovenator |
|  |               |

|  | Suchomimus                                                      |
|  |                                                                 |
|  | \| \| Ceratosuchops \| \| \| \| \| \| Riparovenator \| \| \| \| |
|  |                                                                 |
|  | Ceratosuchops                                                   |
|  |                                                                 |
|  | Riparovenator                                                   |
|  |                                                                 |

|  | Ceratosuchops |
|  |               |
|  | Riparovenator |
|  |               |

|  | Suchomimus                                                      |
|  |                                                                 |
|  | \| \| Ceratosuchops \| \| \| \| \| \| Riparovenator \| \| \| \| |
|  |                                                                 |
|  | Ceratosuchops                                                   |
|  |                                                                 |
|  | Riparovenator                                                   |
|  |                                                                 |

|  | Ceratosuchops |
|  |               |
|  | Riparovenator |
|  |               |

|  | Suchomimus                                                      |
|  |                                                                 |
|  | \| \| Ceratosuchops \| \| \| \| \| \| Riparovenator \| \| \| \| |
|  |                                                                 |
|  | Ceratosuchops                                                   |
|  |                                                                 |
|  | Riparovenator                                                   |
|  |                                                                 |

|  | Ceratosuchops |
|  |               |
|  | Riparovenator |
|  |               |

## Paleobiología

### Alimentación
Charig y Milner habían propuesto una dieta piscívora, en base de pescado, para el Baryonyx, estrechamente relacionado en 1986. Esto se confirmó más tarde en 1997 con el descubrimiento de escamas de pescado parcialmente digeridas que se encuentran en el holotipo de Baryonyx.  En 1998, Sereno y sus colegas sugirieron la misma preferencia dietética para Suchomimus, basándose en sus mandíbulas alargadas, roseta terminal en forma de cuchara y dientes largos que recuerdan a los de los cocodrilos piscívoros.  El paleontólogo estadounidense Thomas Holtz notó que los dientes de los espinosáuridos estaban adaptados para agarrar en lugar de cortar, por lo tanto, sus dientes reducidos, a diferenscia de la mayoría de los otros terópodos donde eran más grandes. Por otro lado el extenso paladar secundario de Suchomimus, que habría hecho más sólido el techo de la boca, lo que le permitía resistir mejor las fuerzas de torsión ejercidas por la presa. El resto del cuerpo de Suchomimus no estaba particularmente adaptado al agua. El descubrimiento de Suchomimus reveló que los cráneos de los espinosáuridos eran significativamente menos profundos, más alargados y estrechos de lo que se pensaba.

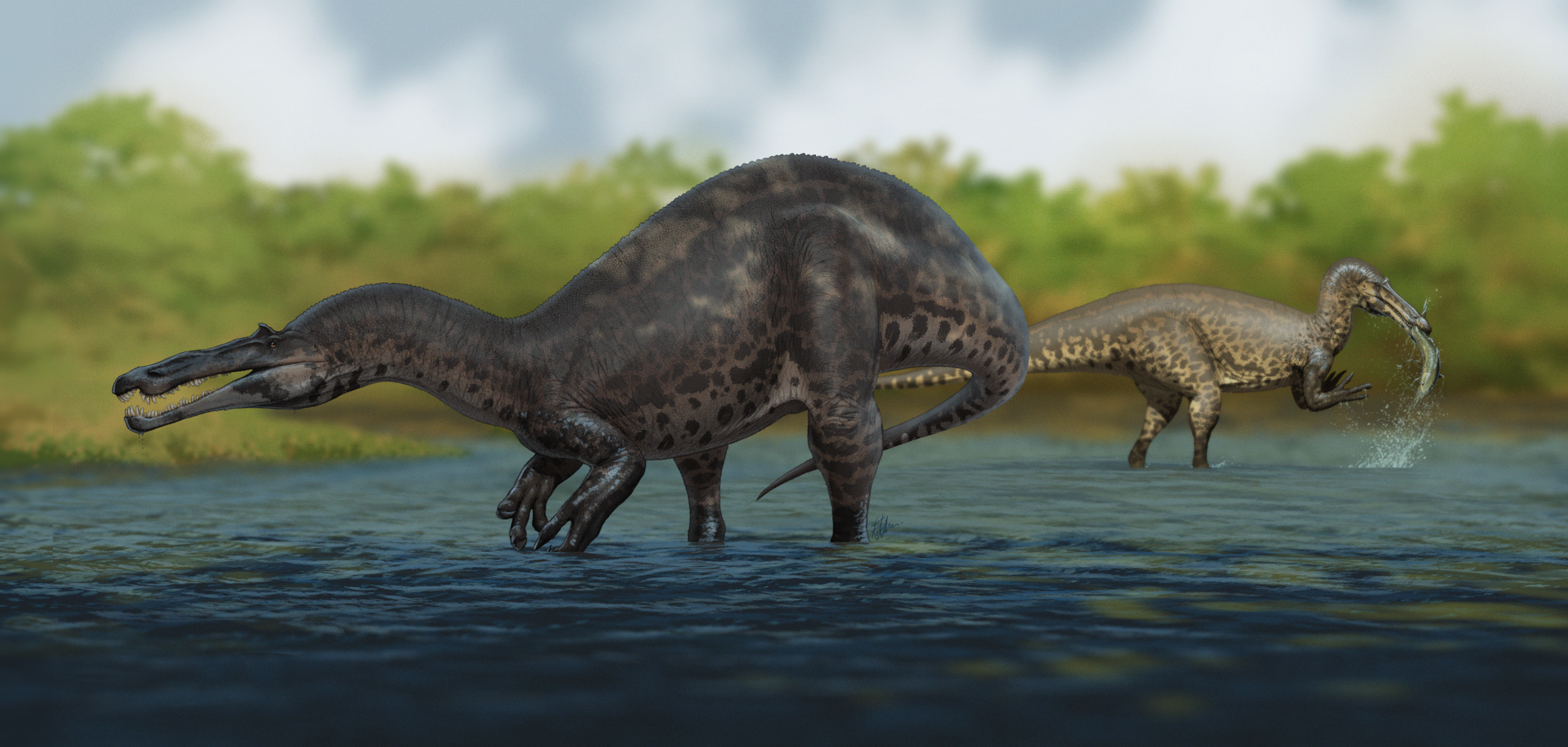
Par de Suchomimus pescando en aguas poco profundas.

El uso de las extremidades anteriores robustas y las garras gigantes de los espinosáuridos sigue siendo un tema debatido. Charig y Milner especularon en 1986 que Baryonyx pudo haberse agachado junto a la orilla del río y usaba sus garras para sacar peces del agua, de manera similar a los osos Grizzly. En 1987, el biólogo británico Andrew Kitchener planteó la hipótesis de un uso en la recolección de cadáveres, aunque esto ha sido criticado por otros investigadores que señalaron que, en la mayoría de los casos, un cadáver ya habría sido consumido en gran medida por sus depredadores iniciales. Un estudio de 2005 realizado por el paleontólogo canadiense François Therrien y sus colegas postuló que las extremidades anteriores de los espinosáuridos probablemente se usaron para cazar presas más grandes, dado que sus hocicos no podían resistir la tensión de flexión. En una revisión de la familia de 2017, David Hone y Holtz también consideraron posibles funciones en la excavación de fuentes de agua o presas difíciles de alcanzar, así como en la excavación en el suelo para construir nidos.
Un estudio de 2022 que compara las densidades óseas de Suchomimus, Baryonyx y Spinosaurus revela que los espinosáuridos tenían estilos de vida ecológicamente dispares. El propio Suchomimus estaba más adaptado a una vida de caza en aguas poco profundas debido a sus huesos huecos, mientras que Baryonyx y Spinosaurus eran capaces de sumergirse completamente bajo el agua y bucear tras sus presas de huesos más densos, los dos últimos espinosáuridos podían cazar bajo el agua en busca de presas y llevar un estilo de vida más derivado que el de Suchomimus.

### Historia evolutiva

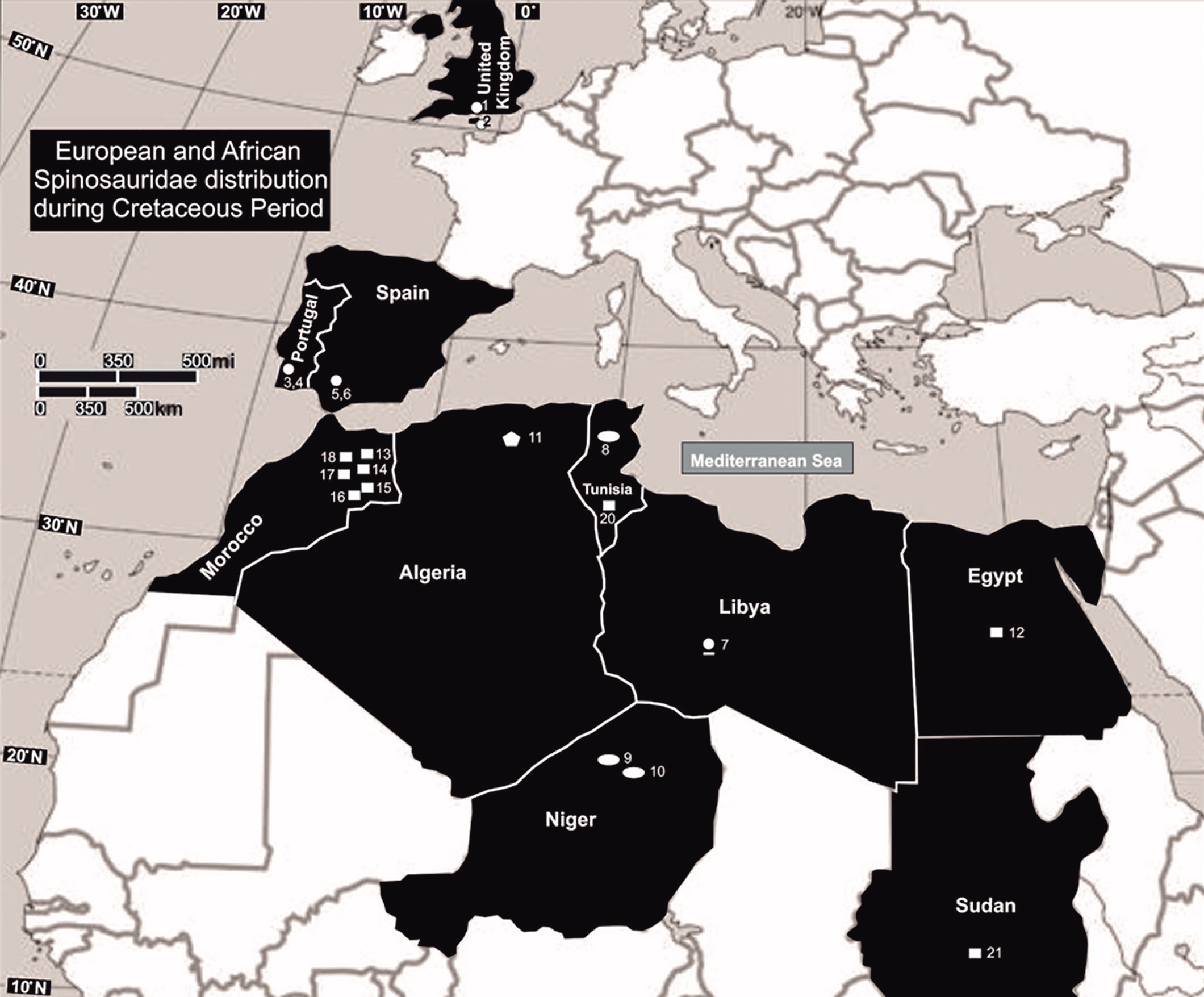
Distribución de espinosáuridos en Europa y África del Norte durante el Cretácico; 9 es Suchomimus

Los espinosáuridos parecen haber estado muy extendidos desde el Barremiense hasta el Cenomaniense del período Cretácico, hace unos 130 a 95 millones de años, mientras que los restos de espinosáuridos más antiguos que se conocen datan del Jurásico medio. Compartían rasgos como cráneos largos, estrechos, parecidos a los de un cocodrilo, con dientes subcirculares, con finas o sin serraciones, una la roseta terminal del hocico y un paladar secundario que los hacía más resistentes a la torsión. Por el contrario, la condición primitiva y típica de los terópodos era un hocico alto y estrecho con dientes en forma de cuchilla, zifodonte, con bordes dentados. Las adaptaciones del cráneo de los espinosáuridos convergieroncon las de los cocodrílidos. Los primeros miembros de este último grupo tenían cráneos similares a los de los terópodos típicos y más tarde desarrollaron hocicos alargados, dientes cónicos y paladares secundarios. Estas adaptaciones pueden haber sido el resultado de un cambio en la dieta de presas terrestres a peces. A diferencia de los cocodrilos, los esqueletos poscraneales de los espinosáuridos barioniquínos no parecen tener adaptaciones acuáticas. Sereno y sus colegas propusieron en 1998 que la gran uña del pulgar y las extremidades delanteras robustas de los espinosáuridos evolucionaron en el Jurásico medio, antes del alargamiento del cráneo y otras adaptaciones relacionadas con el consumo de pescado, ya que las características anteriores son compartidas con sus parientes los megalosáuridos. También sugirieron que los espinosaurinos y los barioniquinos divergieron antes de la era Barremiana del Cretácico inferior.
Se han propuesto varias hipótesis sobre la biogeografía de los espinosáuridos. Dado que Suchomimus estaba más estrechamente relacionado con Baryonyx de Europa que con Spinosaurus, aunque ese género también habitaba en África, la distribución de los espinosáuridos no puede explicarse como vicariancia resultante de la ruptura continental. Sereno y sus colegas propusieron que los espinosáuridos se distribuyeron inicialmente por el supercontinente Pangea, pero se dividieron con la apertura del mar de Tethys. Los espinosaurinos habrían evolucionado entonces en el sur, África y América del Sur, en Gondwana y barioniquinos en el norte, en Europa, parte de Laurasia. Con Suchomimus como resultado de un solo evento de dispersión de norte a sur. Buffetaut y el paleontólogo tunecino Mohamed Ouaja también sugirieron en 2002 que los barioniquinos podrían ser los ancestros de los espinosaurinos, que parecen haber reemplazado a los primeros en África. Milner sugirió en 2003 que los espinosáuridos se originaron en Laurasia durante el Jurásico y se dispersaron a través del puente terrestre ibérico hacia Gondwana, donde irradiaron. En 2007, Buffetaut señaló que la paleogeografía de los estudios habían demostrado que Iberia estaba cerca del norte de África durante el Cretácico inferior, lo que confirmó la idea de Milner de que la región ibérica era un trampolín entre Europa y África, lo que está respaldado por la presencia de barioniquinos en Iberia. Todavía se desconoce la dirección de la dispersión entre Europa y África y los descubrimientos posteriores de restos de espinosáuridos en Asia y posiblemente en Australia indican que pudo haber sido compleja. Los hallazgos de Barker y colegas en 2021 son consistentes con los hallazgos de Milner, donde Spinosauridae surgió en Europa y hubo al menos dos migraciones a África.

## Paleoecología

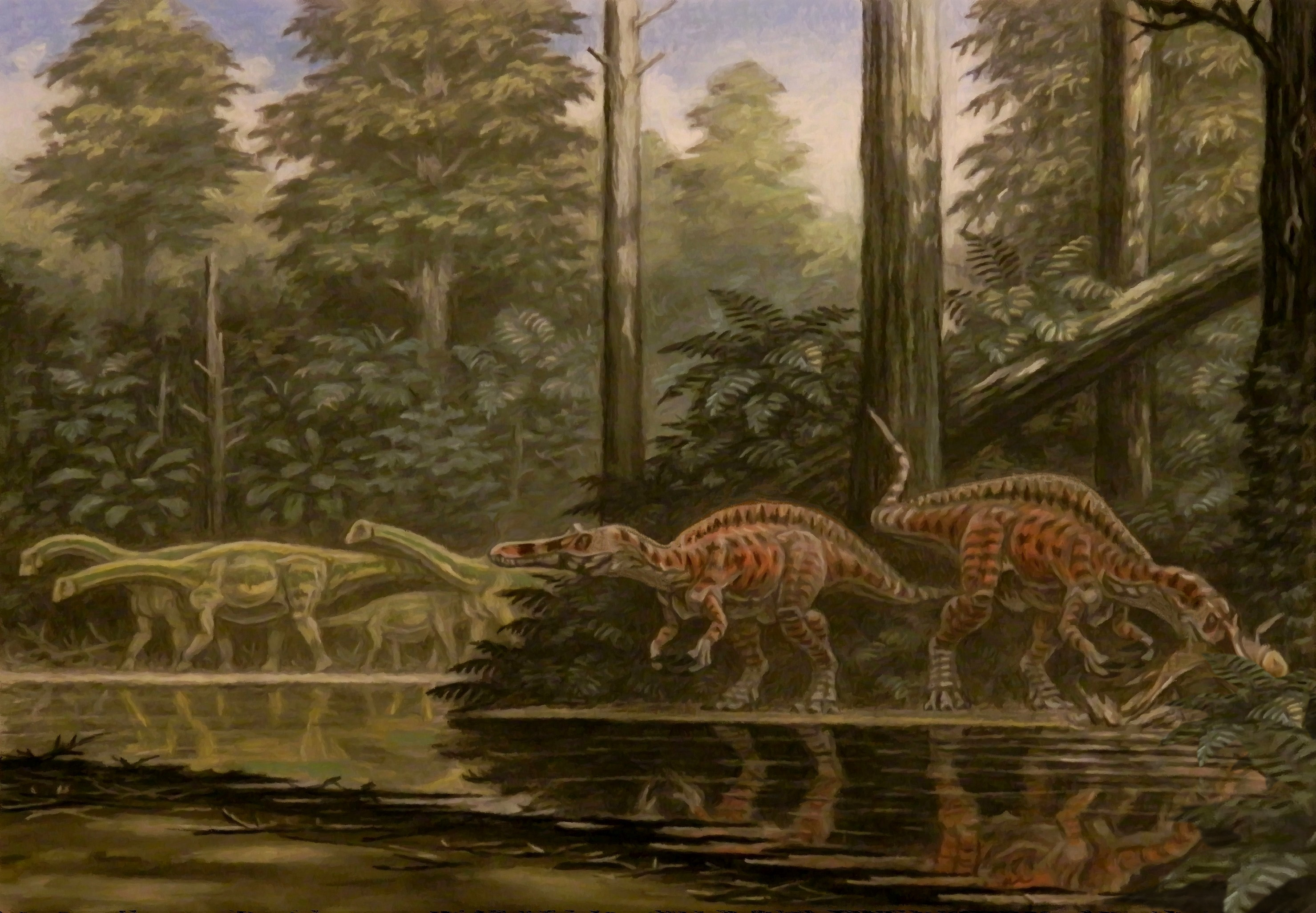
Restauración de Suchomimus y los saurópodos Nigersaurus en el entorno de la Formación Elrhaz.

La Formación Elrhaz, parte del Grupo Tegama, consiste principalmente en areniscas fluviales con bajo relieve, muchas de las cuales están oscurecidas por dunas de arena. Los sedimentos son de grano grueso a medio, casi sin horizontes de grano fino. Suchomimus vivió en lo que ahora es Níger, entre el Aptiense tardío al Albiense temprano del Cretácico medio, hace 112 millones de años. Las capas de sedimentos de la formación se han interpretado como un hábitat interior de extensas llanuras aluviales de agua dulce y ríos de rápido movimiento, con un clima tropical que probablemente experimentó períodos secos estacionales.
Este entorno fue el hogar de una variedad de fauna, incluidos dinosaurios, pterosaurios, tortugas, peces, tiburones hibodontes y bivalvos de agua dulce. Suchomimus coexistió con otros terópodos como el abelisáurido Kryptops palaios, el carcharodontosáurido Eocarcharia dinops, y un noasáurido no identificado. Los dinosaurios herbívoros de la región incluían iguanodontidos como Ouranosaurus nigeriensis, Elrhazosaurus nigeriensis, Lurdusaurus arenatus y dos saurópodos, Nigersaurus taqueti , y un titanosauriano sin nombre. Los cocodrilomorfos eran abundantes,  representada por la especie de folidosaurio gigante Sarcosuchus imperator, así como pequeños notosuquios como Anatosuchus minor, Araripesuchus wegeneri y Stolokrosuchus lapparenti. La flora local probablemente consistía principalmente en helechos, colas de caballo y angiospermas, según las adaptaciones dietéticas de los grandes diplodocoideos que vivían allí.